# 鄭瑛 (永樂進士)
鄭瑛，字希晦，福建福州府闽县人，明朝政治人物、進士出身。有弟郑珞。

## 生平
永樂十二年（1414年）甲午科福建鄉試舉人。永樂十三年，聯捷乙未科進士，歷官礼、工、兵部主事。